# Aphalara itadori
|  | Dieser Artikel wurde aufgrund von formalen oder inhaltlichen Mängeln in der Qualitätssicherung Biologie zur Verbesserung eingetragen. Dies geschieht, um die Qualität der Biologie-Artikel auf ein akzeptables Niveau zu bringen. Bitte hilf mit, diesen Artikel zu verbessern! Artikel, die nicht signifikant verbessert werden, können gegebenenfalls gelöscht werden. Lies dazu auch die näheren Informationen in den Mindestanforderungen an Biologie-Artikel. |

Aphalara itadori ist eine Psylliden-Art aus der Familie der Aphalaridae und wird als biologischer Schädlingsbekämpfer gegen invasive Knöterich-Arten eingesetzt.

## Beschreibung
Aphalara itadori durchläuft in ihrer Entwicklung fünf Nymphenstadien, bevor sie als adulte Insekten erscheinen. Unter Laborbedingungen benötigt diese Entwicklung etwa 33 Tage bei 23 °C. Erwachsene Weibchen legen im Laufe ihres Lebens etwa 600–700 Eier auf die Pflanzenoberfläche.

## Herkunft und Verbreitung
Ursprünglich stammt Aphalara itadori aus Ostasien, insbesondere Japan, Korea sowie den Kurilen und Sachalin-Inseln. In Japan sind verschiedene Populationen der Psyllide identifiziert worden, insbesondere auf den Inseln Kyushu und Hokkaido.

## Nutzung als Biokontrollorganismus
Aphalara itadori wird als biologischer Kontrollorganismus gegen invasive Knöterich-Arten eingesetzt, darunter Japanischer Staudenknöterich (Fallopia japonica), Sachalin-Staudenknöterich (Fallopia sachalinensis) und Böhmischer Staudenknöterich (Fallopia × bohemica). Erste Freisetzungen fanden 2010 im Vereinigten Königreich statt, später auch in Kanada und den Vereinigten Staaten.
Die Wirksamkeit schwankt je nach Population und Zielpflanze. Die Kyushu-Population erwies sich am wirksamsten gegen Japanischen und Böhmischen Knöterich, während die Hokkaido-Population besonders gegen den Sachalin-Knöterich wirksam ist. Eine neuere Population aus Murakami (Japan) zeigte die besten Ergebnisse beim hybriden Böhmischen Knöterich, wobei sie dessen Wachstum und Biomasse merklich verringern konnte.

### Einfluss von Umweltfaktoren
Die Leistung der Psylliden wird stark von Umweltfaktoren wie Temperatur und Luftfeuchtigkeit beeinflusst. Unter trockeneren Bedingungen entwickelten sich die Insekten langsamer und zeigten niedrigere Überlebensraten. Zudem führte der Befall der Pflanzen durch die Psyllide unter stressigen Umweltbedingungen zu einer Verringerung der Blattanzahl und Biomasse der Knöteriche.

### Herausforderungen bei der Ansiedlung
Die Ansiedlung von Aphalara itadori in neuen Gebieten ist bislang begrenzt geblieben, insbesondere aufgrund hoher Sterblichkeitsraten der Nymphen, verursacht durch natürliche Feinde und suboptimale klimatische Bedingungen. Neuere Untersuchungen legen nahe, dass die Überlebensrate der Nymphen durch Nutzung jüngerer Pflanzenblätter nach Schnittmaßnahmen verbessert werden kann.

### Hybridisierung und genetische Studien
Die Hybridisierung zwischen verschiedenen Populationen der Psyllide wurde zur Erhöhung der genetischen Vielfalt und Anpassungsfähigkeit untersucht. Diese Experimente zeigten jedoch, dass Hybriden nicht zwangsläufig bessere Leistungen erzielten, sondern mitunter schlechter abschnitten als reine Populationen.

## Mikrobiota
Die Psylliden beherbergen eine spezifische mikrobielle Gemeinschaft, einschließlich der primären Symbionten Candidatus Carsonella ruddii und Sodalis sp., die wichtige Stoffwechselfunktionen erfüllen. Pathogene oder manipulative Mikroorganismen wurden nicht identifiziert, was ihre Sicherheit als Biokontrollorganismus unterstreicht.

## Zukunftsperspektiven
Die Verwendung von Aphalara itadori als Biokontrollorganismus ist weiterhin vielversprechend, erfordert zur Optimierung der Ansiedlungs- und Wirkungserfolge jedoch spezifische Anpassungen in Freisetzungsstrategien, insbesondere hinsichtlich Pflanzenstadien und regionalen Umweltbedingungen.